# Riu Olt
|  | Aquest article tracta sobre el riu romanès. Si cerqueu el riu francès, vegeu «riu Òlt». |

L'Olt (en romanès i hongarès: Olt; en alemany: Alt; en llatí: Aluta o Alutus; en grec antic: Ἄλυτος / Alytos) és un riu de Romania. Té una longitud de 709 km, i l'àrea de la seva conca és de 24.050 km².
És el riu més llarg que flueix exclusivament a través de Romania. La seva font es troba als monts Hăşmaş, als Carpats Orientals, a prop de Bălan, a prop de la capçalera del riu Mureş. Flueix per les províncies romaneses de Harghita, Covasna, Braşov, Sibiu, Vâlcea i Olt.
El riu era conegut com a Alutus o Aluta en l'antiguitat romana. La província d'Olt i la província històrica d'Oltènia tenen el nom del riu.
Sfântu Gheorghe, Râmnicu Vâlcea i Slatina són les principals ciutats del riu Olt. L'Olt desguassa al riu Danubi, a prop de Turnu Măgurele.

## Poblacions
Les següents poblacions estan situades al llarg del riu Olt, de font a desembocadura (llista incompleta): Bălan, Sândominic, Miercurea Ciuc, Sfântu Gheorghe, Făgăraș, Brezoi, Călimănești, Râmnicu Vâlcea, Drăgășani, Slatina, Drăgănești-Olt.

## Afluents
Els següents rius són afluents del riu Olt:

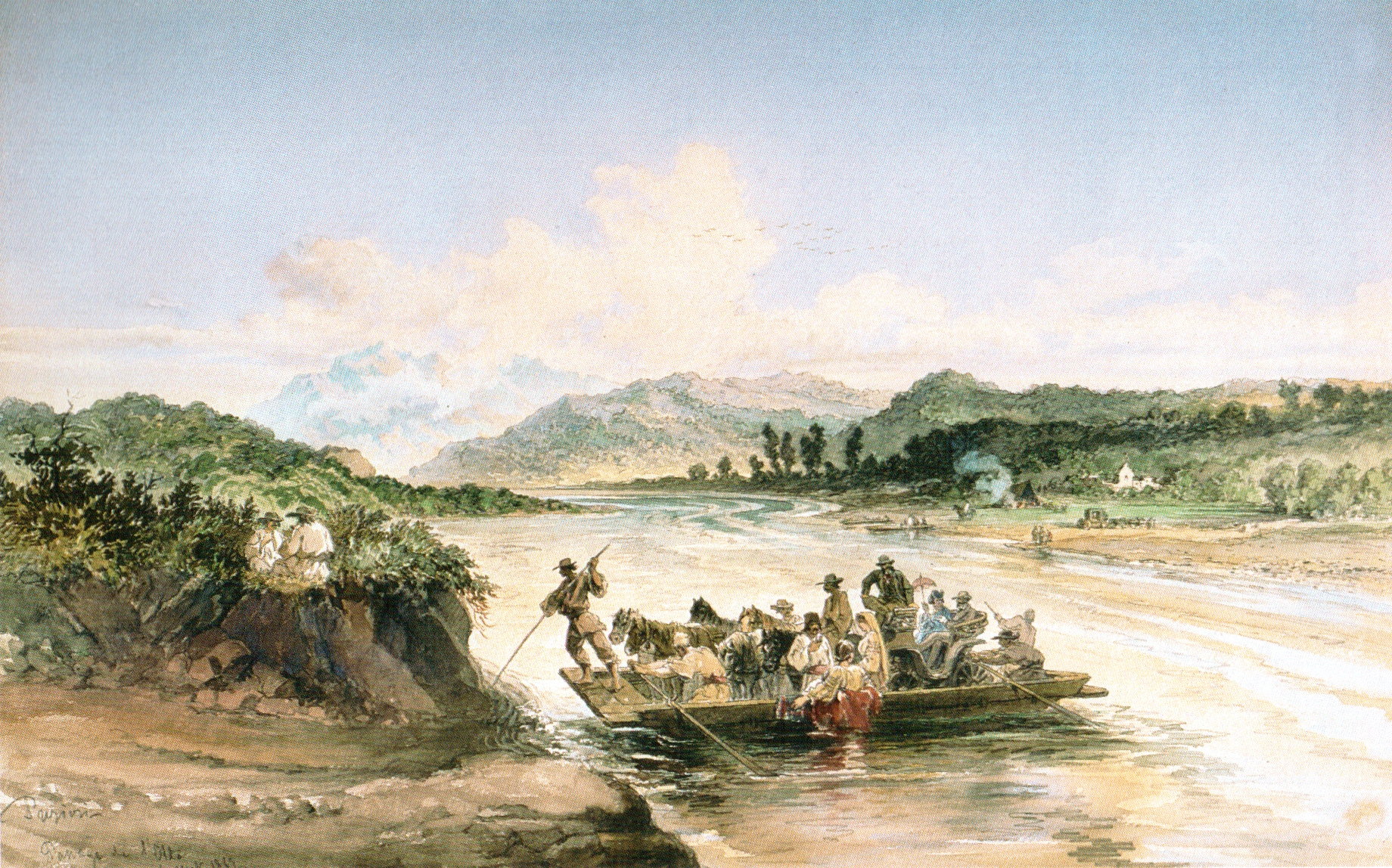
Travessant el riu Olt, aquarel·la de 1869 per Amedeo Preziosi

Esquerra: Fântâna lui Gal, Sedloca, Lăcașul lui Baboș, Șoarecu, Cadu, Racu, Nicolești, Delnița, Pustnic, Fitod, Fișag, Tușnad, Vârghiș, Valea Roșie, Malnaș, Hereț, Talomir, Râul Negru, Valea Neagră, Bârsa, Homorod (Ciucaș), Crizbav, Valea Seacă, Hotaru, Măieruș, Bozom, Valea Lungă, Remetea, Ormeniș, Top, Valea Cetății, Valea Mare, Bogata, Lupșa, Comana, Veneția, Părău, Găvan, Șercaia, Urăsa, Mândra, Iaz, Sebeș, Racovița, Hurez, Săvăstreni, Netot, Dridif, Breaza, Sâmbăta, Drăguș, Hotar, Viștea, Corbul Viștei, Corbul Ucei, Ucea, Gârlățel, Arpaș, Valea Neagră, Cârțișoara, Opat, Scoreiu, Sărata, Porumbacu, Avrig, Mârșa, Racovița, Sebeș, Strâmbă, Rândibou, Curpănu, Valea Satului, Boia Mare, Băiașu, Lotrișor, Văratica, Păușa, Valea Satului, Sălătrucel, Sâmnic, Aninoasa, Topolog, Trepteanca, Geamăna, Cungrea, Cepturaru, Cungrea Mică, Strehareți, Milcov, Cinculeasa, Oboga, Dârjov, Iminog.
Dreta: Sipoș, Lunca Mare, Lunca, Madicea, Mădărașul Mare, Șugău, Var, Segheș, Știuca, Beta, Căpâlnaș, Techera, Valea Mare, Chendreș, Budeș, Pârâul Merilor, Chereș Pârâul Mare, Mitaci, Recoltiaș, Calnic, Valea Crișului, Arcuș, Porumbele, Debren, Semeria, Ilieni, Baciu, Vâlcele, Hăghig, Iarăș, Corlat, Belinul Mare, Pârâul Adânc, Aita, Mateiașul, Adânc, Chepeț (Căpeni), Baraolt, Cormoș, Pârâul Sărat, Homorod, Dăișoara, Crăița, Ticuș, Felmer, Galați, Poenița, Cincu, Pârâul Nou, Valea Fermelor, Bradu, Cibin, Pleașa, Megieșul, Lotrioara, Vad, Valea lui Vlad, Uria, Robești, Sărăcinești, Călinești, Lotru, Lotrișor, Căciulata, Căldările, Muereasca, Olănești, Pârâul Ruzii, Focșa, Govora, Bistrița, Luncavăț, Pesceana, Oporelu Canal, Olteț, Teslui, Gologan, Vlădila, Suhatul, Crușov.

## Embassaments del riu Olt
Avrig, Voila, Robesti, Viștea, Arpașu, Scoreiu, Cornetu, Gura Lotrului, Turnu, Călimănești, Dăești, Râmnicu Vâlcea, Râureni, Govora, Băbeni, Ionești, Zăvideni, Drăgășani, Strejești, Arcești, Slatina, Ipotești, Drăgănești, Frunzaru, Rusănești, Izbiceni, Islaz.

## Galeria d'imatges

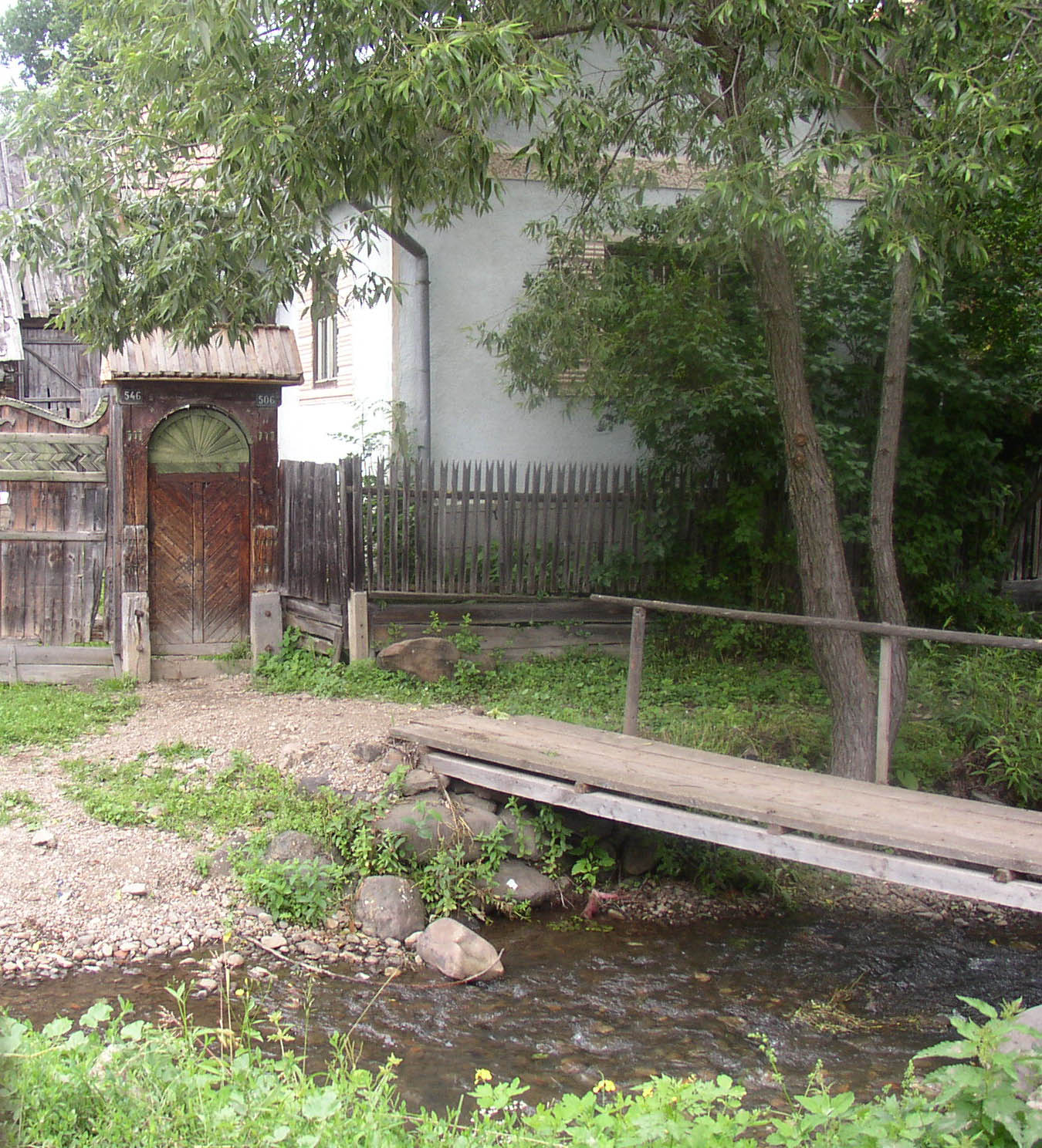
L'Olt a prop de la font, a Siculeni
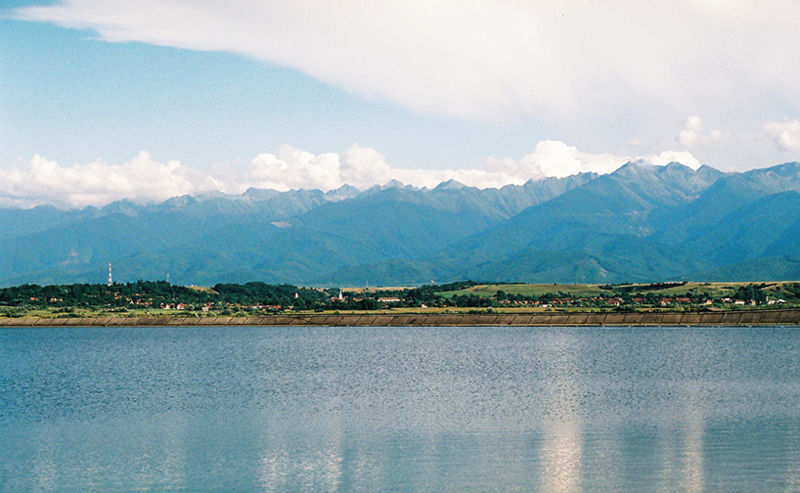
Embassament d'Avrig
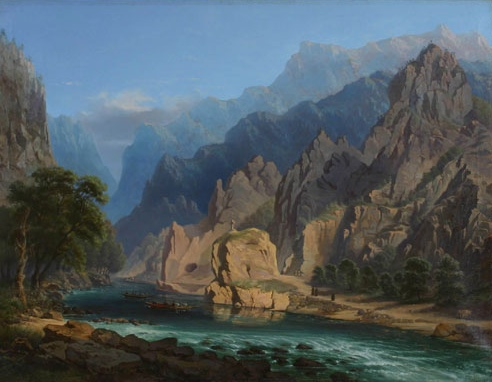
Vall de l'Olt, de Carol Popp de Szathmary
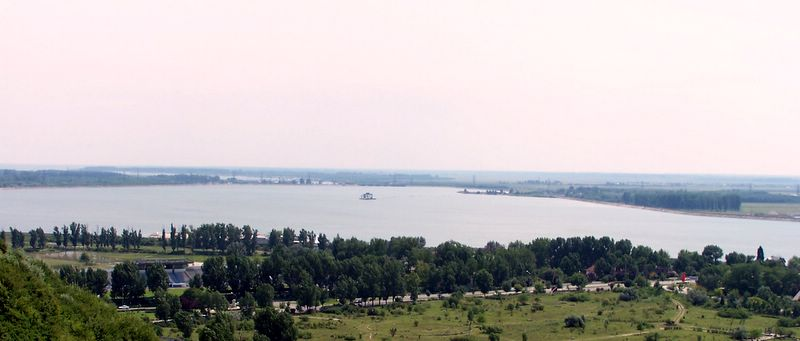
Embassament de Slatina